# シロノマヒロ
シロノマヒロは、 日本の漫画家。高句 タビー（たかく タビー）という名義でも活動している。

## 人物・作風
高句タビー名義では『漫画ばんがいち』（コアマガジン）で、どちらかというと純愛物を描いていたが、シロノマヒロ名義では『COMIC真激』（クロエ出版）で、寝取られ物を描いている。ただし、後者であっても、誰も不幸にならぬものを目指している。
巨乳でむっちりした感じのキャラクターを描いている。大人の熟れた、垂れた体が好みであり、顔がゆがむのが好きだという。加えて指先に力を入れているともいう。
犬好きである。

## 作品リスト

### 単行本

#### 高句タビー名義
1. 『としうえLovers』 2013年5月31日発売[3]、コアマガジン〈ホットミルクコミックス392〉、ISBN 978-4-86436-499-7
2. 『膣出し専用カノジョ』 2017年10月25日発売、コアマガジン〈ホットミルクコミックス〉、電子書籍

収録作品：「僕のお嫁さん」、「変化の行方」、「部長におねがい！」、「AVがお手本！」、「おっぱいパラダイス」、「褐色彼女」、「えち♥カノ♥」、「恋のDKDK教育実習」、「ドリームホスピタル」

#### シロノマヒロ名義
1. 『欲負け妻の淫乱本性』 2016年6月3日発売[4]、クロエ出版〈真激COMICS〉、ISBN 978-4-90809-921-2
2. 『妻とられ』[5] 2018年3月2日発売[6]、クロエ出版〈真激COMICS〉、ISBN 978-4-90809-948-9
3. 『この淫娘にしてこの淫母あり』 2020年1月4日発売[7]、クロエ出版〈真激COMICS〉、ISBN 978-4-90809-980-9

### 読み切り・連載
- 彼女と書道と告白と♥ （漫画ばんがいち2008年12月号）
- これってワンダフル!? （漫画ばんがいち2009年3月号）
- ハートにスマッシュ!!（漫画ばんがいち2009年6月号）
- 水際のやくそく（漫画ばんがいち2009年10月号）
- 一等賞色のキミ!（漫画ばんがいち2010年2月号）
- 先生だもん!（漫画ばんがいち2010年5月号）
- キミの涙は世界一!（漫画ばんがいち2010年7月号）
- ごほうびAtoZ（漫画ばんがいち2010年9月号）
- 女子マネと!（漫画ばんがいち2010年12月号）
- 大きくなったら?（漫画ばんがいち2011年2月号）
- 入院吉日!?（漫画ばんがいち2011年6月号）
- メイド♥Lv1（漫画ばんがいち2011年8月号）
- 催眠アタック!（漫画ばんがいち2012年1月号）
- 俺ピンチ!?（漫画ばんがいち2012年3月号）
- おかえりダーリン♥（漫画ばんがいち2012年5月号）
- 応援します!（漫画ばんがいち2012年9月号）
- 一緒にいたいっ!（漫画ばんがいち2012年12月号）
- となりのお姉さん（漫画ばんがいち2013年2月号）
  - となりのお姉さん2（漫画ばんがいち2013年4月号）
  - となりのお姉さん同棲編（漫画ばんがいち2013年7月号）[注 1]
- おっぱいパラダイス（漫画ばんがいち2013年9月号）
- 部長にお願い!（漫画ばんがいち2014年1月号）
- AVがお手本!（漫画ばんがいち2014年3月号）
- 変化の行方（漫画ばんがいち2014年5月号）
- ドリームホスピタル（漫画ばんがいち2014年7月号）
- 恋のDKDK教育実習（漫画ばんがいち2014年9月号）
- 褐色彼女♥（漫画ばんがいち2014年11月号）
- 僕のお嫁さん（漫画ばんがいち2015年1月号）
- えち♥カノ♥（漫画ばんがいち2015年3月号）